# Призрачный выпускной
«Похождение призрака» (исп. Promoción fantasma) — испанский фильм режиссёра Хавьера Руиса Кальдеры.

## Краткое описание
Обыкновенный школьный учитель Модесто на самом деле необыкновенен — он умеет видеть призраков. Но эта способность не даёт ему никаких жизненных преференций — он считает себя психически больным, и из-за комплекса неполноценности все его попытки достойно работать терпят крах.
Но внезапно он находит новую работу, отличающуюся от предыдущих: ему предстоит обучить и выпустить пятёрку учеников, которые уже давно мертвы! И никому не нужный до этого Модесто становится единственной надеждой для целой школы.

## Сюжет
Фильм начинается за 16 лет до основных событий. Маленький Модесто одиноко стоит на выпускном балу 93-94 года, и не имеет возможности пригласить кого-либо на медленный танец. В этот момент в центре зала появляется девочка, которая приглашает Модесто. Для окружающих происходящее кажется странной шуткой, ведь мальчик танцует в одиночестве посреди зала и целуется с воздухом.
Оказывается всё дело в том, что у Модесто есть паранормальные способности — он видит духи умерших людей, одним из которых и является эта девочка.
Действие переносится в наше время. Теперь Модесто — учитель-неудачник, которого выгоняют изо всех школ, в которых он работает. Он посещает психоаналитика, однако видения привидений продолжают посещать его.
В это время, в школе «МонФорт» начинают происходить странные происшествия, из-за которых из школы увольняются большинство учителей — 9 учителей за последний месяц. В связи с этими событиями в школу прибывает председательница школьного совета для выяснения обстоятельств. Председателю родительского комитета Отеги и директору школы Тине удаётся успокоить её, однако школа теперь на грани закрытия — при условии возникновения новых проблем. В это самое время в школу прибывает Модесто, который принимается на работу в связи с острым недостатком кадров.
В первый же день Модесто обнаруживает, что в школе находятся 5 призраков-подростков. Оказывается, что это призраки учеников погибших при несчастном случае в школе в 1986 году — Анхела, Хорхе, Мариви, Дани и Пинфлой.
Модесто отказывается продолжать работу в школе, однако директор верит ему в том, что он видит призраки погибших учеников. Модесто соглашается помочь избавить от них школу. Благодаря оказанному ему Тиной доверию, у него повышается самооценка и появляется уверенность в себе.
Поначалу Модесто не удаётся найти общий язык с призраками, однако призрак отца психоаналитика объясняет принцип призрачества. Оказывается, призраки не уходят «дальше» потому, что у них были незаконченные дела до их смерти. По всей видимости, пятеро подростков не окончили школу, что им и предстоит сделать. Сперва они считают, что существование в виде призраков имеет массу преимуществ, однако потом приходят к осознанию необходимости развития, в связи с чем принимают предложение окончить школу. Все, кроме Дани. Он отказывается учиться, а также устраивает новое «представление», в связи с чем Отеги решает пригласить председательницу школьного совета на школьный праздник — День Основателя, отмечающийся в честь отца Тины — первого директора «МонФорта». Модесто обещает «выпустить» своих учеников до этого праздника. В это время между Тиной и Модесто начинает возникать взаимное чувство…
В это время, школьники пытаются со своей стороны разобраться в происходящем. Одна из школьниц — Эльса, не боится призраков в отличие от своих товарищей, чем заслуживает внимания со стороны Хорхе. В процессе общения они влюбляются друг в друга. Эльса решает покончить с собой для воссоединения с возлюбленным.
Благодаря ударному труду, ученики заканчивают школу до Дня Основателя, однако это не помогает им покинуть школу. Они обвиняют во всём Модесто, и устраивают в школе «ад». Модесто выгоняют из школы, и вместе с призраком отца психоаналитика он приходит к выводу, что у подростков есть незавершённые дела, не связанные с их «выпуском». Призраки приходят к подобному выводу, и нуждаются в помощи Модесто.
Модесто возвращается в школу, и с помощью своих «учеников» устраивает переворот в школе, завершающийся изгнанием Отеги. Все призраки выполняют свои незавершённые дела и отправляются «дальше». В финале фильма Модесто и Тина танцуют медленный танец и целуются.

## Персонажи
- Анхела — типичный «ботан». Всегда была старостой класса, и училась на отлично. Мечтала участвовать в школьном хоре, однако не могла этого сделать из-за запрета родителей.

Незавершённый поступок: В день смерти получила по ошибке письмо от парня Мариви, которое не передала ей из-за личной ссоры. Кроме возврата письма, спела на концерте в честь Дня Основателя, чем осуществила свою мечту.
- Хорхе — спортсмен и мачо. Задорный парень, всегда пользовался определённой популярностью у лиц противоположного пола, однако не имел постоянной девушки из-за тонкой душевной структуры.

Незавершённый поступок: Спасает влюбившуюся в него Эльсу от самоубийства, убеждая её в том, что жизнь прекрасна и достойна того, чтобы её прожить. Обещает ждать её.
- Мариви — распутная девушка, успевшая забеременеть ещё в школе. Очень любит своего парня Чему.

Незавершённый поступок: Получает от Анхелы письмо, в котором узнаёт, что её парень Чема её бросает. Впоследствии узнаёт, что глава родительского комитета Хосе Мария Отеги — и есть её Чема. Изменяет своё отношение к нему, благодаря чему получает возможность пойти «дальше».
- Дани — хулиган и «крутой парень». Имеет способности к обучению, однако дух бунтарства перевешивает в нём всё.

Незавершённый поступок: Признаётся, что именно он устроил роковой поджог школы, в котором они все и погибли, чем проявляет определённое мужество, так как он очень боялся пойти не «туда», а в худшее место. На концерте в честь Дня Основателя выставляет дураком Отеги.
- Пинфлой — пьяница и прожигатель жизни. Любит Майкла Джексона. Умер пьяным, и вынужден находиться всегда в таком состоянии.

Незавершённый поступок: Очень хочет попасть в клуб «Пача». Попав туда, осознаёт никчёмность подобного времяпровождения, обещает никогда больше не пить.

## В ролях
| Актёр              | Роль          |
| ------------------ | ------------- |
| Рауль Аревало      | Модесто       |
| Александра Хименес | директор Тина |
| Хавьер Бодало      | Пинфлой       |
| Анна Кастилло      | Анхела        |
| Андреа Дуро        | Мариви        |
| Аура Гарридо       | Эльса         |
| Алекс Маруни       | Дани          |
| Хайме Олиас        | Хорхе         |

| Актёр         | Роль                               |
| ------------- | ---------------------------------- |
| Карлос Аресес | глава родительского комитета Отеги |
| Сильвия Абрил | секретарша Мануэлла                |
| Луис Варела   | призрак отца психоаналитика        |
| Хоакин Рейес  | психоаналитик                      |
| Элена Ирурета | глава попечительского совета       |
| Карлос Нинья  | профессор литературы               |
| Борха Лейва   | маленький Модесто                  |

## Саундтрек

### Список композиций
| №   | Исполнитель                                             | Композиция                   | Продолжительность |
| 1.  | Whigfield                                               | Saturday Night               | 4:07              |
| 2.  | Bonnie Tyler                                            | Total Eclipse Of The Heart   | 4:26              |
| 3.  | Radio Futura                                            | Enamorado de la moda juvenil | 3:38              |
| 4.  | Anna Castillo                                           | Estoy Aquí                   | 3:55              |
| 5.  | Alfredo Fernández García                                | Que se jodan los vivos       | 3:43              |
| 6.  | The Trashmen                                            | Surfin' Bird                 | 2:24              |
| 7.  | Linda Mirada                                            | San Valentín                 | 4:34              |
| 8.  | 'Alexander Ace Baker' & Clair Marlo                     | Magic Elevator               | 1:50              |
| 9.  | Paul Mottram                                            | Pious Reflection             | 3:14              |
| 10. | Matthew R. Corbett (as Matthew Corbett) & Mike Wilkie   | Drumsticks                   | 2:33              |
| 11. | Paul Mottram                                            | Groundhog Day                | 2:49              |
| 12. | Bob Bradley, Matt Sanchez, Steve Dymond & Sarah Wassall | Have a Good Time             | 3:07              |
| 13. | Gabriel Saientz & Claudio Spiewka                       | Miami Street Talk            | 2:23              |
| 14. | Gilles Douieb & Jacques Léon Mercier                    | Frenzy Balkan                | 2:37              |